# Pfingstkirche (Potsdam)

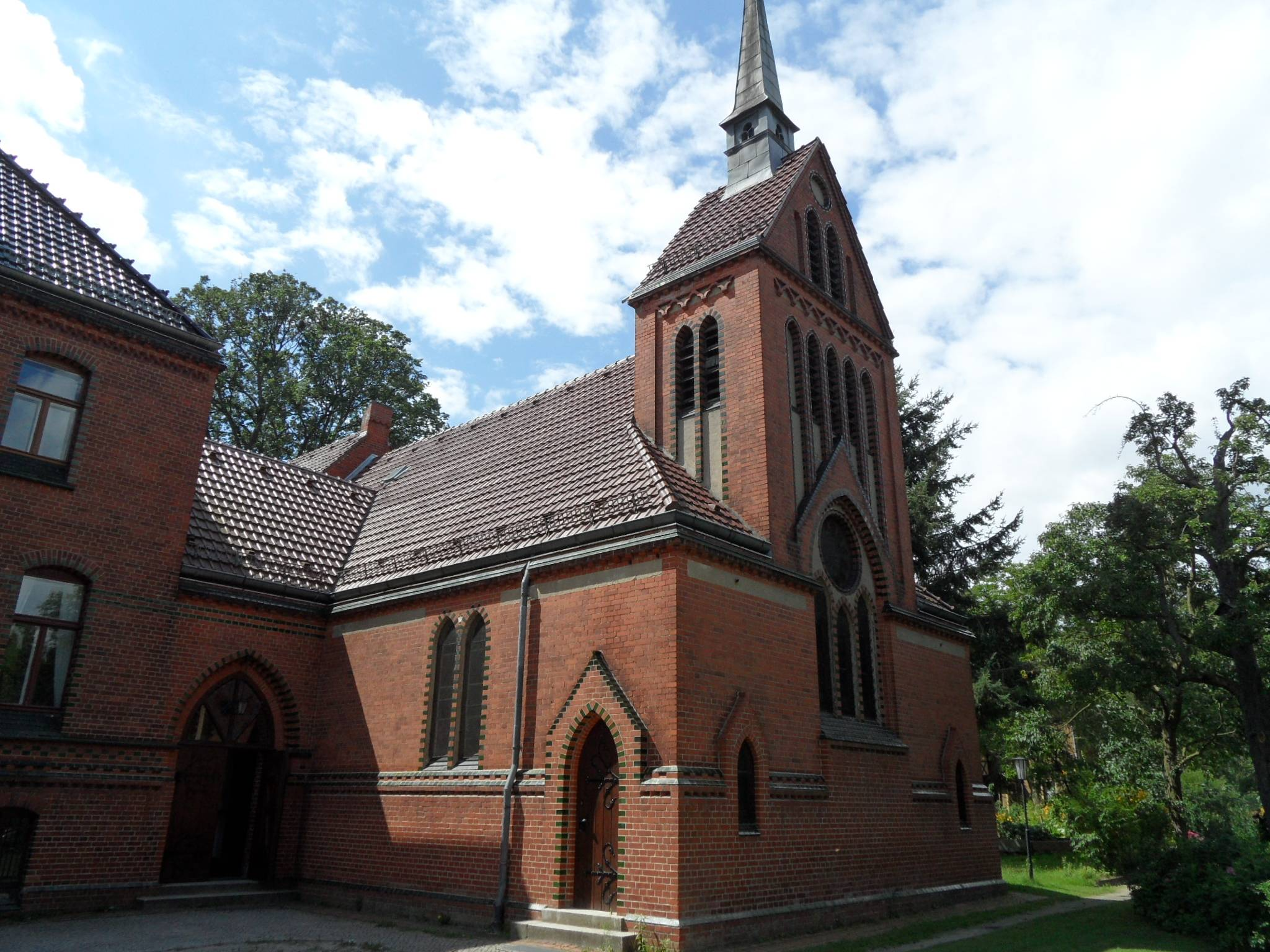
Pfingstkirche Potsdam

Die evangelische Pfingstkirche im Potsdamer Stadtteil Nauener Vorstadt befindet sich in der Großen Weinmeisterstraße. Sie entwickelte sich aus einer 1894 eingeweihten Pfingstkapelle. Neben der Kirche sind auf dem Pfingstgelände das Neue Pfingsthaus, das Pfarrhaus der Gemeinde und das Witwenhaus (heute Evangelische Grundschule Potsdam) untergebracht.

## Geschichte
Das heute bestehende Gebäudeensemble geht auf eine Initiative des Hofpredigers Albert Heym zurück, der 1851 eine Rettungsanstalt für sittlich gefährdete und verwahrloste Jugendliche ins Leben rief. Anlass dieser Initiative war eine Predigt, die Johann Hinrich Wichern im gleichen Jahr in der Potsdamer Friedenskirche hielt. Das Vorbild des Rettungshauses war das Rauhe Haus in Hamburg. Als ursprüngliches Gebäude für diese Einrichtung wurde ein ehemaliges Winzerhaus am Fuße des Pfingstberges ausgewählt. Als das alte Pfingsthaus zu klein wurde, gründete sich 1891 der Pfingst-Kapellenverein, der mit Spendengeldern und Geldzuwendungen der kaiserlichen Familie das Neue Pfingsthaus mit einer angeschlossenen Kapelle errichten konnte. Architekt und Bauleiter war der Geheime Regierungs- und Baurat Ludwig von Tiedemann. Noch während der Bauarbeiten stellte sich heraus, dass diese Kapelle mit 250 Plätzen für die steigende Einwohnerzahl in der Nauener Vorstadt zu klein sein würde und so wurde sie auf 400 Plätze erweitert. Am 15. Oktober 1894 erfolgte die Einweihung der Pfingstkapelle. Diese war eine Filiale der Friedenskirchgemeinde. Auf dem Stiftungsgelände entstanden 1896 ein Pfarrhaus sowie 1899 ein Witwenhaus mit Gemeindesaal.
Im Jahr 1902 änderte die Pfingstgemeinde den Namen ihres Gotteshauses in Pfingstkirche. Am 1. April 1910 wurde die Gemeinde selbstständig.
Nach dem Tod der Kaiserin Auguste Viktoria im Jahr 1921 gab sich die Kirche den Namen Kaiserin-Auguste-Viktoria-Gedächtnis-Kirche. Diesen Namen trug sie bis 1946, erhielt aber danach ihren Namen Pfingstkirche zurück.

## Ausstattung

### Übersicht

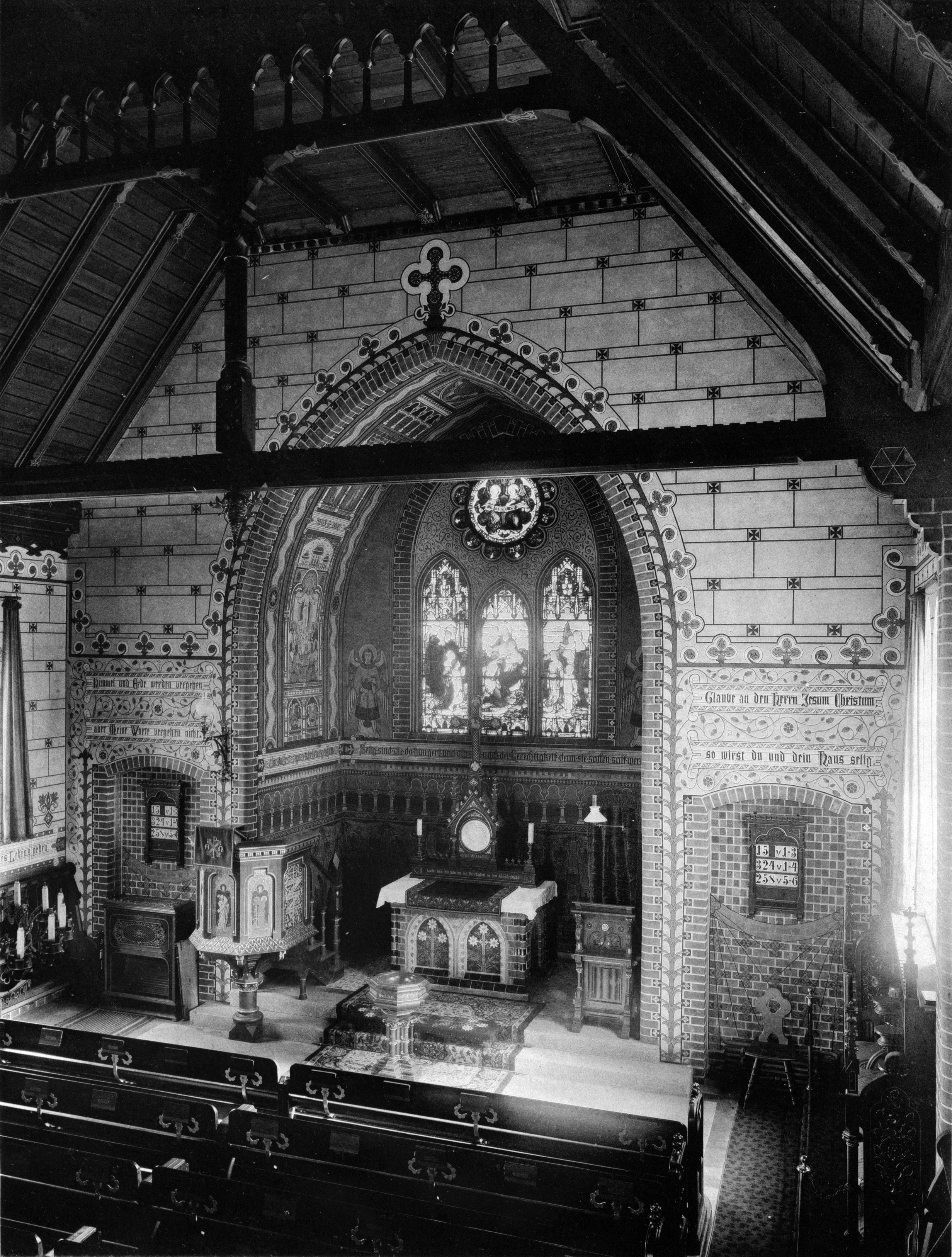
Blick in den Chor (um 1895)

Besondere Ausstattungselemente sind die Altarfenster aus der Mayer’schen Hofkunstanstalt München und weitere Glasgemälde von Fritz Geiges.
Holzbildhauer Gustav Kuntzsch schuf die Kanzel, das Lesepult, den Taufstock, den Altaraufsatz in Eichenholz geschnitzt, gekrönt durch ein mächtiges Kreuz mit den Symbolen des Heilands und der vier Evangelisten, und die nach mittelalterlichen Vorbildern gestaltete Kaiserloge, die Kuntzsch zusammen mit dem Potsdamer Hoftischlermeister Eduard Schultz der Gemeinde stiftete. In den 1960er Jahren ist der Altaraufsatz entfernt worden.

### Orgel
Die erste Orgel der Pfingstkirche war ein Geschenk des Hoforgelbaumeisters Wilhelm Sauer aus Frankfurt an der Oder und wurde von ihm 1895 aufgestellt und 1898 erweitert; sie besaß dann zwei Manuale und 16 Register. Alexander Schuke hat sie 1924 verändert und 1933 erweitert auf 27 Register. Da eine Reparatur dieses 1955 und 1976 erneut veränderten bzw. überholten – Instrumentes nicht mehr möglich war, wurde 2011 eine neue Orgel (erster Bauabschnitt) von der Firma Alexander Schuke Potsdam Orgelbau eingebaut. 2015 erfolgte der zweite von drei Bauabschnitten. Im September 2019 wurde der letzte Bauabschnitt fertiggestellt, sodass die neue Orgel im September 2019 zum 125. Jubiläum des Kirchweihfestes eingeweiht wurde.
| I Hauptwerk C–g3 |                  |        |     |
| 1.               | Principal        | 08′    |     |
| 2.               | Flûte harmonique | 08′    |     |
| 3.               | Gemshorn         | 08′    | (a) |
| 4.               | Gedackt          | 08′    |     |
| 5.               | Octave           | 04′    |     |
| 6.               | Nachthorn        | 04′    |     |
| 7.               | Octave           | 02′    |     |
| 8.               | Mixtur IV-V      | 01 ⁄3′ |     |
| 9.               | Trompete         | 08′    | (a) |
|                  | Tremulant        |        |     |
|                  | Cymbelstern      |        |     |

| II Brustwerk C–g3 |                      |         |     |
| 10.               | Lieblich Gedacht     | 16′     | (a) |
| 11.               | Holzflöte            | 08′     |     |
| 12.               | Geigenprincipal      | 08′     |     |
| 13.               | Vox celestis (ab c0) | 08′     | (a) |
| 14.               | Flauto dolce         | 04′     | (a) |
| 15.               | Traversflöte         | 04′     |     |
| 16.               | Nassat               | 02 ⁄3′  |     |
| 17.               | Gemshorn             | 02′     |     |
| 18.               | Terz                 | 01 3⁄5′ |     |
| 19.               | Oboe                 | 08′     |     |
|                   | Tremulant            |         |     |

| Pedal C–f1 |                         |     |     |
| 20.        | Violon                  | 16′ | (a) |
| 21.        | Subbass                 | 16′ | (a) |
| 22.        | Principal               | 08′ |     |
| 23.        | Bassflöte (Ext. Nr. 20) | 08′ |     |
| 24.        | Octave                  | 04′ |     |
| 25.        | Posaune                 | 16′ | (a) |

- Koppeln: II/I, I/P, II/P.
- Anmerkung:

(a) = altes Register

### Glocken
In der Glockenstube befindet sich ein Geläut aus zwei Gussstahl-Glocken, die im Bochumer Verein im Jahr 1893 gegossen worden waren. Eine Inventarliste der Gießerei enthält folgende Angaben: das Ensemble aus Glocken mit Klöppel, Lager, Achsen und Läutehebel kostete in der Herstellung 1188 Mark.
| Größe    | Schlagton          | Gewicht (kg) | unterer Durchmesser (mm) | Höhe (mm) | Inschrift |
| -------- | ------------------ | ------------ | ------------------------ | --------- | --------- |
| größte   | a                  | 420          | 995                      | 890       | unbekannt |
| kleinste | zwischen b und des | 260          | 835                      | 760       | unbekannt |